# Lodovico Dolce

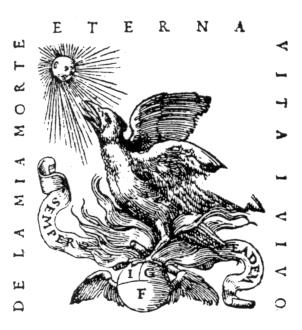
Signet des Druckers Gabriele Giolito de' Ferrari, für den Lodovico Dolce 36 Jahre lang tätig war.

Lodovico Dolce (* 1508 in Venedig; † 1568 ebenda) war ein italienischer Humanist, Dichter, Schriftsteller, Übersetzer und Kunsttheoretiker. Bekannt ist er heute vor allem durch die Schrift Dialogo di pittura von 1557.

## Leben und Werk
Der aus einem Nebenzweig einer renommierten venezianischen Familie stammende Dolce erhielt, nachdem er früh zum Waisen geworden war, durch die Unterstützung der reichen Familien Loredan und Corner eine Ausbildung in Venedig und Padua. Durch die auf diese Weise erlangte umfassende Bildung und insbesondere aufgrund seiner Sprachkenntnisse und -kompetenz war er anschließend bis zu seinem Tod für die venezianische Druckeroffizin des Gabriele Giolito de’ Ferrari tätig. Seine Aufgaben dort waren vielfältig und heterogen: Dolce betreute Editionen, übersetzte – häufig zum ersten Mal überhaupt – antike Klassiker in die italienische Volkssprache und publizierte eigene Schriften. Er ist damit zu den sogenannten italienischen Polyhistorii zu zählen.
Besondere Bekanntheit besitzt Dolce heute als Verfasser des 1557 bei Giolito erschienenen Dialogo di pittura intitolato l'Aretino, einem der wichtigsten Kunsttraktate des Cinquecentos. Dieser Dialog ist eine Zwiesprache zwischen Pietro Aretino und dem florentinischen Grammatiker Giovan Francesco Fabbrini. Aretino beruft sich auf Raffaello und Michelangelo, wobei er Raffaello den Vorzug gibt, sagt dann aber, Tiziano überrage beide in seiner vollkommenen Beherrschung des colorito. Er definiert die Malerei als eine Nachahmung der Natur und bezeichnet jenen Künstler als den größten Meister (più perfetto maestro), der dieser Naturnachahmung am nächsten kommt. Dabei unterteilt Aretino die Malerei in die drei Teile: invenzione (deutsch hier etwa Fabel oder Handlung), disegno (hier etwa die Art der Wiedergabe, hauptsächtlich der Proportionen) und colorito (hier etwa die unterschiedliche Farbgebung der Natur für belebte und unbelebte Dinge). Doch müsse, so die Forderung Aretinos, der Maler die Natur nicht nur wiedergeben, sondern diese sogar übertreffen können, woraus die Kunst ihre Pracht (grandezza) entfalte. Als Paradebeispiel nennt er hierfür Zeuxis. Aretino legt dar, dass der Mensch bekleidet oder auch unbekleidet dargestellt werden darf, wobei der unbekleidete Mensch in zwei Idealen gezeigt wird, er ist entweder muskelbepackt oder von zerbrechlicher dolcezza.
Darüber hinaus ist er durch verschiedene Schriften stark an der Entwicklung und Verbreitung der Imprese und des Emblems beteiligt. Ihm ist der Titel „Divina“ in Dantes Commedia zu verdanken (Venedig: Ferrari 1555). Nach einer neueren Schätzung verantwortete Dolce in seiner Zeit bei Giolito mindestens 96 eigene Werke, 202 Ausgaben fremder Autoren und 54 Übersetzungen. Unter den von ihm herausgegebenen modernen Autoren finden sich Figuren wie Dante Alighieri, Francesco Petrarca, Giovanni Boccaccio, Mario Equicola, Baldassare Castiglione, Pietro Bembo, Ludovico Ariost oder Bernardo Tasso. Unter den von Dolce übersetzten antiken Schriftstellern wären beispielsweise Homer, Aristoteles, Euripides, Catull, Cicero, Horaz, Ovid, Juvenal, Seneca und Vergil zu nennen. Nach seinem Tod 1568 wurde Lodovico Dolce in der venezianischen Kirche San Luca begraben, sein Grab ist heute jedoch nicht mehr auffindbar.

## Originalausgaben (in Auswahl)
- Lodovico Dolce: Dialogo della pittura. De' Ferrari, Venedig, 1557 (Digitalisat).

## Moderne Ausgaben und Übersetzungen (in Auswahl)
- Lodovico Dolce: Dialogo del modo di accrescere e conservar la memoria. Hg. von Andrea Torre. Scuola Normale Superiore, Pisa, 2001.
- Lodovico Dolce: I quattro libri delle Osservationi. Hg. von Paola Guidotti. Libreria dell'Università Editrice, Pescara, 2004.
- Lodovico Dolce: Terzetti per le «Sorti». Poesia oracolare nell'officina di Francesco Marcolini. Hg. von Paolo Procaccioli. Fondazione Benetton Studi Ricerche-Viella, Treviso, 2006.
- Lodovico Dolce: Tieste. Hg. von Stefano Giazzon. RES Editrice, Turin, 2010, ISBN 978-88-85323-58-2.
- Gudrun Rhein: Der Dialog über die Malerei. Lodovico Dolces Traktat und die Kunsttheorie des 16. Jahrhunderts. Mit einer kommentierten Neuübersetzung. Böhlau Verlag, Köln, Weimar u. Wien, 2008, ISBN 978-3-412-20138-8.